# Eucosma tetraplana
Eucosma tetraplana is een vlinder uit de familie bladrollers (Tortricidae). De wetenschappelijke naam is voor het eerst geldig gepubliceerd in 1866 door Moschler.
De soort komt voor in Europa.